# 박한종
박한종(朴漢宗, ? ~ 1563년) 조선의 환관(宦官)이다.
중종때 처음 실록에 등장해 인종, 명종때 까지 환관을 지냈다.
인종의 병세를 명종에게 알리면서 명종의 총애를 받아 종1품 숭정대부 까지 올랐다.

## 생애
명종 즉위 직후 문정왕후를 모시는 환관이 되었다.
중종때 왕명을 전하는 승전색(承傳色)을 지내기도 하였다.
인종때에는 왕의 병세를 문정왕후에게 알렸는데,
이를두고 실록에는 "대왕대비전에 빌붙었다"고 전해지고 있다.
1545년(명종 1) 9월 15일에 위사공신(衛社功臣) 3등에 책록되고,
1546년 (명종 1) 11월 30일에는 내수사 제조(內需寺提調)가 되었다.
1547년 (명종 2) 윤9월 16일에는 추성정난위사공신 가의대부 밀성군(密城君)에 봉해졌다.
1553년 (명종 8) 9월 경복궁(景福宮)의 강녕전(康寧殿) 수리 총책임자로 있을 때
공사기간 중 화재가 발생해 강녕전(康寧殿), 사정전(思政殿), 흠경각(欽敬閣), 교태전(交泰殿)이 불타 버렸다.
환관 박한종의 잘못으로 화재가 났으니 박한종을 삭탈관직하라는 대신들의 상소가 빗발쳤으나,
이후 아무런 처벌이 없자 대신들은 1년여 동안 상소를 올리자,
오히려 문정왕후는 1556년 (명종 11) 박한종을 원자보양관(元子輔養官, 어린 세자를 양육하는 관리)으로 임명하기도 하였다.